# Molnijabana

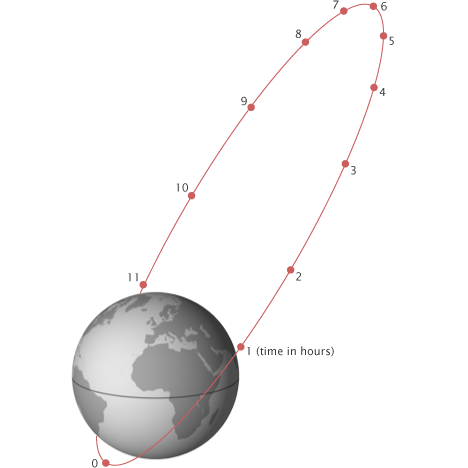
Figur 1: En molnijabana. Vanligtvis används perioden från perigeum + 2 timmar till perigeum + 10 timmar för att sända till det norra halvklotet

Figur 2: Zonerna för vilka elevationen är över 10°. Den gröna zonen gäller för apogeum. 3 timmar före och efter apogeumpassagen gäller den röda zonen. 4 timmar före och efter apogeums passagen gäller den blåa zonen. Bildens plan är det longitudiala planet för apogeum roterande med jorden. Under åtta timmars perioden omkring apogeumpassagen ändrar sig satellitens longitud bara med +- 2.7°. Sikten mot jorden under dessa åtta timmar visas i figurerna 3-8

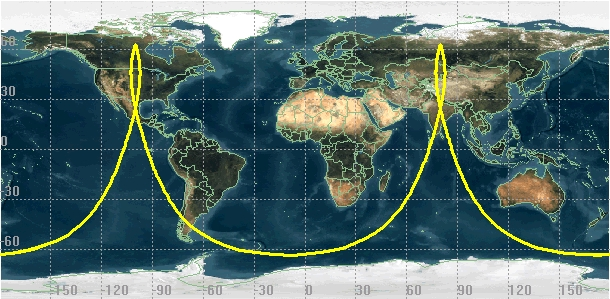
Molnijabana visad på en världskarta

En molnijabana är en starkt excentrisk elliptisk omloppsbana med en inklination på 63,4°, ett perigeumargument på -90° och en omloppstid på ett halvt stjärndygn. Valet av banlutningen är sådant att perigeumargumentet inte ändrar sig utan förblir  -90°. En satellit i en starkt excentrisk bana tillbringar den mesta tiden i närheten av apogeum som för en Molnijabana är högt i norden. Molnijabanor är uppkallade efter de sovjetiska och ryska Molnija-kommunikationssatelliterna som har använt denna typ av omloppsbana sedan mitten av 1960-talet. Sovjetunionen och Ryssland har använt sig av molnijabanor eftersom markstationerna huvudsakligen ligger på höga latituder vilket gör att en satellit i den annars så fördelaktiga geosynkrona omloppsbanan bara ses knappt över horisonten.

## Egenskaper
Riktningen från en antenn på jorden till en satellit i en molnijabana ändrar sig endast långsamt vilket gör det ganska lätt att följa med markbaserade antenner som dock måste vara styrbara. För att apogeum skall befinna sig över samma ställe (stationärt apogeum) mellan successiva omlopp, måste omloppstiden jämnt dela dygnets 24 timmar. Med en tolvtimmars omloppstid roterar jorden ett halvt varv mellan två apogeer varför bara varannan apogeum kan användas för transmissioner till Ryssland. Med ett perigeumargument av 90° vore det möjligt att ha en motsvarande bana med apogeum över det sydliga halvklotet men eftersom kontinenterna och världsbefolkningen huvudsakligen befinner sig på det norra halvklotet saknar en sådan bana praktiskt intresse.

## Tillämpning inom kommunikation
Molnijabanan tillåter konstant kommunikationstäckning över polarområden med ett minimum av tre satelliter. Den första satelliten som sattes i en sådan bana var Molnija 1-01 som sköts upp 23 augusti, 1965. 
Amerikanska satelliter har också använt molnijabanor, däribland Satellite Data System-konstellationen.

## Härledning
På grund av jordens tillplattade form ändrar sig perigeumsargumentet med
{\displaystyle \Delta \omega \ =\ \ -2\pi \ {\frac {J_{2}}{\mu \ p^{2}}}\ 3\left({\frac {5}{4}}\ \sin ^{2}i\ -\ 1\right)}
radianer per banomlopp där
{\displaystyle \mu =398600.440{\text{ km}}^{3}/s^{2}\,}
{\displaystyle J_{2}\ =\ 1.7555\ 10^{10}{\text{ km}}^{5}/s^{2}\,}
,detta är ekvationen (28) av 
http://en.wikipedia.org/wiki/Orbital_perturbation_analysis_(spacecraft)

Uttrycket blir noll när inklinationen är 63,4 grader.

## Trivia
Molnijabanan får sitt namn efter det ryska ordet för blixt, молния. Det är ett passande namn, eftersom satelliten flyger förbi jorden i perigeum väldigt fort.

## Bilder

Vy över jorden kring apogeum över Ryssland.
Figur 3: Sikten mot jorden 4 timmar före apogeum-passagen under förutsättning att apogeums-longituden är 90° öst. Satelliten befinner sig på en höjd av 24043 km över punkten 92.65° öst  47.04° nord.
Figur 4: Sikten mot jorden vid apogeum-passagen under förutsättning att apogeums-longituden är 90° öst.  Satelliten befinner sig på en höjd av 39867 km över punkten 90° öst  63.43° nord.
Figur 5: Sikten mot jorden 4 timmar efter apogeum-passagen under förutsättning att apogeums-longituden är 90° öst. Satelliten befinner sig på en höjd av 24043 km över punkten 87.35° öst.

Vy över jorden kring apogeum över Kanada.
Figur 6: Sikten mot jorden 4 timmar före apogeum-passagen under förutsättning att apogeums-longituden är 90° väst. Satelliten befinner sig på en höjd av 24043 km över punkten 87.35° öst 47.04° nord.
Figur 7: Sikten mot jorden vid apogeum-passagen under förutsättning att apogeums-longituden är 90° väst. Satelliten befinner sig på en höjd av 39867 km över punkten 90° väst  63.43° nord.
Figur 8: Sikten mot jorden 4 timmar efter apogeum-passagen under förutsättning att apogeums-longituden är 90° öst. Satelliten befinner sig på en höjd av 24043 km över punkten 92.65° öst 47.04° nord.